# Öja församling, Strängnäs stift
Öja församling var en församling i Strängnäs stift och i Eskilstuna kommun i Södermanlands län. Församlingen uppgick 2002 i Västra Rekarne församling.

## Administrativ historik
Församlingen har medeltida ursprung. Församlingen var till 2002 moderförsamling i pastoratet Öja och Västermo som 1962 utökades med Gillberga församling och Lista. Församlingen uppgick 2002 i Västra Rekarne församling.

## Klockare och organister
| Ämbetstid | Namn            | Levnadstid | Övrigt                 |
| --------- | --------------- | ---------- | ---------------------- |
| 1709–1730 | Nils Falck      |            | Organist.              |
| 1755–1758 | Johan Wall      | 1720–1758  | Klockare och organist. |
| 1740      | Erik Lindberg   |            | Organist.              |
| 1759–1760 | Netz            | 1736–      | Klockare och organist. |
| 1760–1761 |                 | 1740–      | Klockare och organist. |
| 1761–1801 | Johan Öjermark  | 1735–1801  | Klockare och organist. |
| 1801–1811 | Anders Öjermark | 1768–      | Klockare och organist. |

## Kyrkor
- Öja kyrka